# Amerykanie pochodzenia japońskiego
Amerykanie pochodzenia japońskiego (ang. Japanese Americans) – obywatele Stanów Zjednoczonych posiadający japońskich przodków lub japońscy imigranci do USA.
Do niedawna stanowili trzecią pod względem liczebności azjatycką grupę etniczną w USA, obecnie są grupą szóstą z liczebnością 1 220 922 osób według spisu z 2007 roku. W 2000 roku najwięcej Japończyków żyło w stanach Kalifornia (394 896), Hawaje (296 674), Waszyngton (56 210), Nowy Jork (56 210) i Illinois (27 702). Co roku do USA przybywa ok. 7000 osób z Japonii, co daje ok. 4% imigracji z Azji.